# Kafr Kammā
Kafr Kammā (hebreiska: Kafr Kamā, כפר כמא) är en ort i Israel.   Den ligger i distriktet Norra distriktet, i den norra delen av landet. Kafr Kammā ligger 228 meter över havet och antalet invånare är 2 990.
Terrängen runt Kafr Kammā är huvudsakligen kuperad, men den allra närmaste omgivningen är platt.Runt Kafr Kammā är det ganska tätbefolkat, med 172 invånare per kvadratkilometer. Närmaste större samhälle är Nasaret, 13,0 km väster om Kafr Kammā. Trakten runt Kafr Kammā består till största delen av jordbruksmark.